# Olha Loehina
| Posities op de WTA-ranglijst Positie per einde seizoen: \| jaar \| rang enkelspel \| rang dubbelspel \| \| ---- \| -------------- \| --------------- \| \| 1991 \| 410 \| 307 \| \| 1992 \| 361 \| 253 \| \| 1993 \| 372 \| 186 \| \| 1994 \| 278 \| 46 \| \| 1995 \| 195 \| 119 \| \| 1996 \| 190 \| 50 \| \| 1997 \| 103 \| 69 \| \| 1998 \| 163 \| 71 \| \| 1999 \| 561 \| 126 \| |                |                 |
| jaar | rang enkelspel | rang dubbelspel |
| 1991 | 410            | 307             |
| 1992 | 361            | 253             |
| 1993 | 372            | 186             |
| 1994 | 278            | 46              |
| 1995 | 195            | 119             |
| 1996 | 190            | 50              |
| 1997 | 103            | 69              |
| 1998 | 163            | 71              |
| 1999 | 561            | 126             |

Olha Vjatsjeslavivna Loehina (Oekraïens: Ольга В’ячеславівна Лугіна) (8 januari 1974) is een voormalig tennisspeelster uit Oekraïne. Loehina was actief in het internationale tennis van 1989 tot en met 1999.

## Loopbaan

### Enkelspel
Loehina debuteerde eind jaren 1980 op het ITF-circuit. Zij stond in 1990 voor het eerst in een finale, op het ITF-toernooi van Supetar (Joegoslavië) – zij verloor van de Joegoslavische Ivona Horvat. In 1991 veroverde Loehina haar enige titel, op het ITF-toernooi van Koksijde (België), door de Nederlandse Amy van Buuren te verslaan.
In 1995 kwalificeerde Loehina zich voor het eerst voor een WTA-hoofdtoernooi, op het toernooi van Jakarta. In 1997 had zij haar grandslamdebuut op het US Open. Haar beste resultaat op de WTA-toernooien is het bereiken van de kwartfinale, op het WTA-toernooi van Makarska in april 1998.
Haar hoogste notering op de WTA-ranglijst is de 96e plaats, die zij bereikte in april 1998.

### Dubbelspel
Loehina behaalde in het dubbelspel betere resultaten dan in het enkelspel. Zij veroverde in 1990 haar eerste titel, op het ITF-toernooi van Francavilla al Mare (Italië) samen met landgenote Iryna Soechova, door het Spaanse duo Ninoska Souto en Noelia Pérez Peñate te verslaan. In totaal won zij twaalf ITF-titels, de laatste in 1998 in Poitiers (Frankrijk).
In 1991 kwalificeerde Loehina zich voor het eerst voor een WTA-hoofdtoernooi, op het toernooi van Sint-Petersburg, samen met Russin Jelena Makarova. In 1994 had zij haar grandslamdebuut, op Roland Garros samen met de Bulgaarse Elena Pampoulova – zij bereikten er de tweede ronde. Loehina stond in 1996 voor het eerst in een WTA-finale, op het toernooi van Warschau, samen met Elena Pampoulova – hier veroverde zij haar eerste titel, door het koppel Alexandra Fusai en Laura Garrone te verslaan. In totaal won zij twee WTA-titels, de andere in 1998 in Warschau samen met de Slowaakse Karina Habšudová.
Haar beste resultaat op de grandslamtoernooien is het bereiken van de derde ronde, op Roland Garros 1996, aan de zijde van de Bulgaarse Elena Pampoulova. Haar hoogste notering op de WTA-ranglijst is de 45e plaats, die zij behaalde in oktober 1994 na het bereiken van de halve finale op het WTA Tier II-toernooi van Leipzig, geflankeerd door de Zweedse Åsa Carlsson.

#### Gemengd dubbelspel
Bij haar eerste deelname aan deze discipline, op Wimbledon 1998 samen met de Rus Andrej Olchovski, bereikte zij de derde ronde.

### Tennis in teamverband
In de periode 1993–1995 maakte Loehina deel uit van het Oekraïense Fed Cup-team – zij vergaarde daar een winst/verlies-balans van 3–9.

## Palmares
| Legenda                |
| ---------------------- |
| Grandslamtoernooi      |
| Olympische Spelen      |
| Year-End Championships |
| Tier I                 |
| Tier II                |
| Tier III               |
| Tier IV & V            |

### WTA-finaleplaatsen enkelspel
geen

### WTA-finaleplaatsen vrouwendubbelspel
| nr.              | finale     | toernooi       | ondergrond | partner          | tegenstandsters                | score         |         |
| ---------------- | ---------- | -------------- | ---------- | ---------------- | ------------------------------ | ------------- | ------- |
| gewonnen finales |            |                |            |                  |                                |               |         |
| 1.               | 1996-09-22 | WTA Warschau   | gravel     | Elena Pampoulova | Alexandra Fusai Laura Garrone  | 1-6, 6-4, 7-5 | details |
| 2.               | 1998-07-19 | WTA Warschau   | gravel     | Karina Habšudová | Liezel Horn Karin Kschwendt    | 7-6, 7-5      | details |
| verloren finales |            |                |            |                  |                                |               |         |
| 1.               | 1999-07-11 | WTA Pörtschach | gravel     | Laura Montalvo   | Silvia Farina Karina Habšudová | 4-6, 4-6      | details |

### Gewonnen ITF-toernooien enkelspel
| nr. | finale     | toernooi | dotatie | ondergrond | tegenstandster in finale | score         |
| --- | ---------- | -------- | ------- | ---------- | ------------------------ | ------------- |
| 1.  | 1991-08-25 | Koksijde | $10.000 | gravel     | Amy van Buuren           | 6-4, 5-7, 6-1 |

### Gewonnen ITF-toernooien dubbelspel
| nr. | finale     | toernooi            | dotatie | ondergrond    | partner          | tegenstandsters in finale                | score         |
| --- | ---------- | ------------------- | ------- | ------------- | ---------------- | ---------------------------------------- | ------------- |
| 01. | 1990-07-29 | Francavilla al Mare | $10.000 | gravel        | Iryna Soechova   | Ninoska Souto Noelia Pérez Peñate        | 1-6, 6-2, 6-3 |
| 02. | 1990-10-21 | Bol                 | $10.000 | gravel        | Iryna Soechova   | Karolina Bulat Sylwia Czopek             | 6-3, 6-4      |
| 03. | 1991-08-04 | A Coruña            | $10.000 | gravel        | Nelly Barkan     | Hanneke Ketelaars Christina Zachariadou  | 7-6, 6-3      |
| 04. | 1991-10-20 | Burgdorf            | $10.000 | tapijt (i)    | Nelly Barkan     | Michèle Strebel Natalie Tschan           | 6-4, 1-6, 6-4 |
| 05. | 1992-05-31 | Putignano           | $10.000 | hardcourt     | Jelena Makarova  | Aida Khalatian Karina Kuregian           | 6-2, 6-4      |
| 06. | 1993-08-15 | Rebecq              | $10.000 | gravel        | Nelly Barkan     | Mariana Díaz Oliva Valentina Solari      | 6-1, 7-6      |
| 07. | 1993-09-12 | Spoleto             | $75.000 | gravel        | Larissa Schaerer | Susanna Attili Elena Savoldi             | 7-5, 7-6      |
| 08. | 1993-10-31 | Poitiers            | $25.000 | hardcourt (i) | Elena Pampoulova | Els Callens Nancy Feber                  | 6-4, 3-6, 6-3 |
| 09. | 1996-07-14 | Istanbul            | $75.000 | hardcourt     | Tina Križan      | Laura Garrone Flora Perfetti             | 6-4, 6-2      |
| 10. | 1997-03-02 | Bushey              | $25.000 | tapijt (i)    | Clare Wood       | Kirstin Freye Olena Tatarkova            | 7-6, 6-7, 6-1 |
| 11. | 1997-08-03 | Makarska            | $75.000 | gravel        | Elena Pampoulova | Maria Goloviznina Jevgenia Koelikovskaja | 5-7, 7-5, 7-5 |
| 12. | 1998-11-01 | Poitiers            | $50.000 | hardcourt (i) | Jelena Makarova  | Gabriela Kučerová Radka Pelikánová       | 6-0, 6-1      |

## Resultaten grandslamtoernooien
| Legenda | Legenda                          |
| ------- | -------------------------------- |
| g.t.    | geen toernooi gehouden           |
| l.c.    | lagere categorie                 |
| –       | niet deelgenomen                 |
| G       | uitgeschakeld in de groepsfase   |
| 1R      | uitgeschakeld in de eerste ronde |
| 2R      | uitgeschakeld in de tweede ronde |
| 3R      | uitgeschakeld in de derde ronde  |
| 4R      | uitgeschakeld in de vierde ronde |
| KF      | uitgeschakeld in de kwartfinale  |
| HF      | uitgeschakeld in de halve finale |
| F       | de finale verloren               |
| W       | het toernooi gewonnen            |
| w-v     | winst/verlies-balans             |

### Enkelspel
| toernooi        | 1997 | 1998 |
| --------------- | ---- | ---- |
| Australian Open | –    | 1R   |
| Roland Garros   | –    | 1R   |
| Wimbledon       | –    | 1R   |
| US Open         | 1R   | –    |

### Vrouwendubbelspel
| toernooi        | 1994 | 1995 | 1996 | 1997 | 1998 | 1999 |
| --------------- | ---- | ---- | ---- | ---- | ---- | ---- |
| Australian Open | –    | 2R   | –    | –    | 1R   | –    |
| Roland Garros   | 2R   | 1R   | 3R   | 1R   | 1R   | 1R   |
| Wimbledon       | –    | 1R   | 1R   | 2R   | 1R   | 1R   |
| US Open         | –    | 1R   | 1R   | 1R   | 2R   | 1R   |

### Gemengd dubbelspel
| toernooi        | 1998 | 1999 |
| --------------- | ---- | ---- |
| Australian Open | –    | –    |
| Roland Garros   | –    | –    |
| Wimbledon       | 3R   | 1R   |
| US Open         | –    | –    |